# Landschaftsschutzgebiet Offenland um Grevenstein

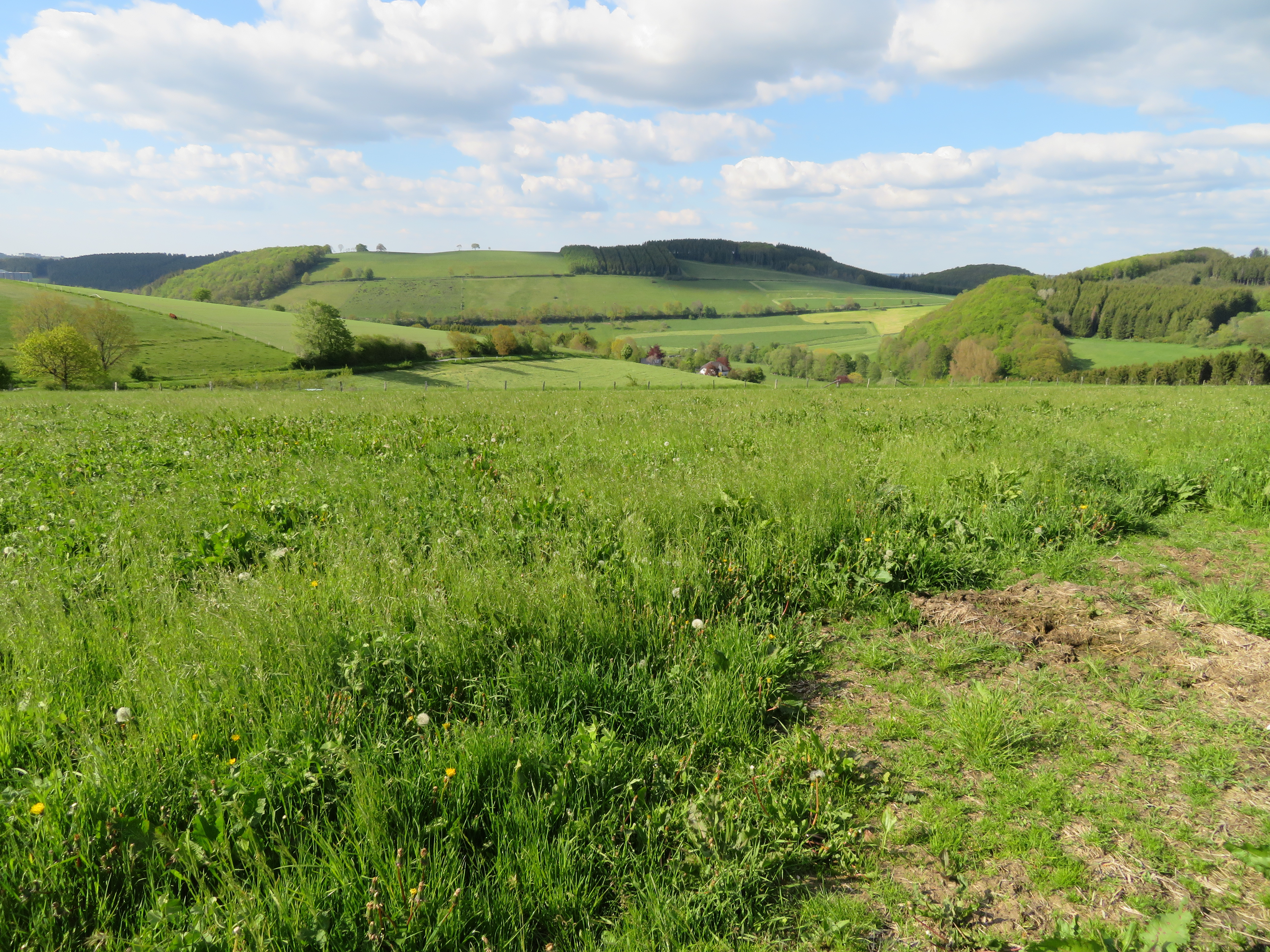
Landschaftsschutzgebiet Offenland um Grevenstein (Grünland im vorne)

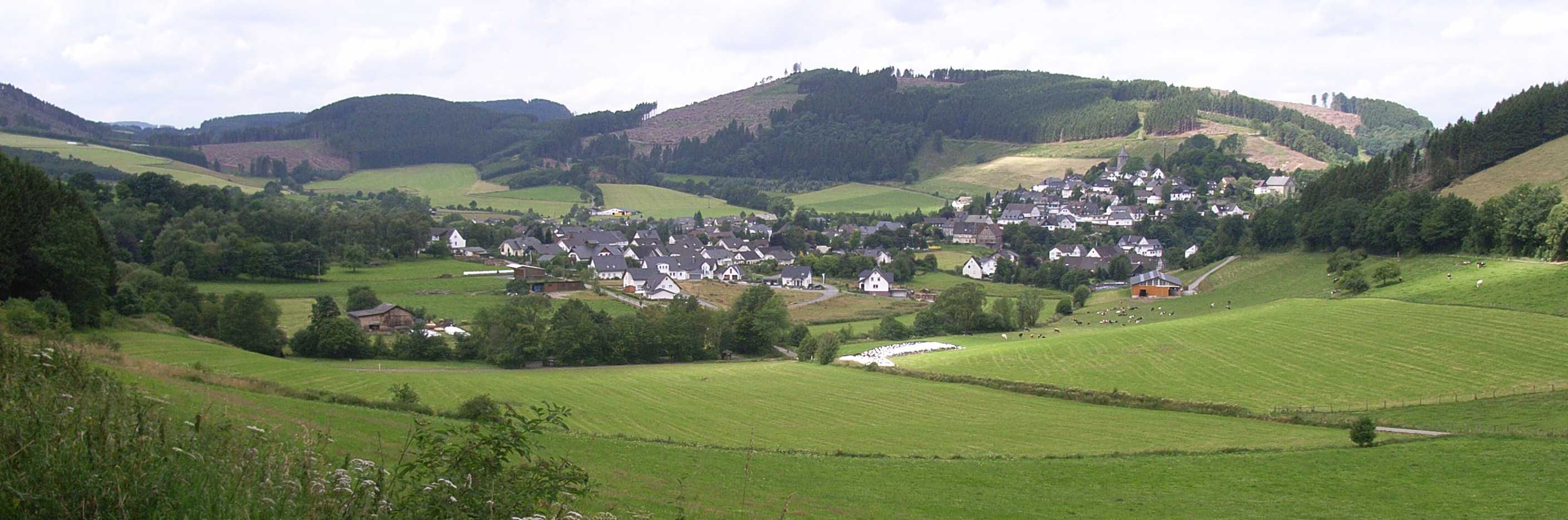
Landschaftsschutzgebiet Offenland um Grevenstein (Grünland im Hintergrund)

Das Landschaftsschutzgebiet Offenland um Berge mit 112,38 ha liegt im Stadtgebiet von Meschede im Hochsauerlandkreis. Es wurde 1994 mit dem Landschaftsplan Meschede durch den Kreistag des Hochsauerlandkreises als Teil von vier verschiedenen Landschaftsschutzgebieten (LSG) ausgewiesen. Bei der Neuaufstellung des Landschaftsplanes Meschede wurde dann diese Fläche als Landschaftsplangebiet vom Typ B, Kleinflächiger Landschaftsschutz, ausgewiesen. Das LSG ist eines von 102 Landschaftsschutzgebieten in der Stadt Meschede. Dort gibt es ein Landschaftsschutzgebiet vom Typ A, 51 Landschaftsschutzgebiete vom Typ B und 50 Landschaftsschutzgebiete vom Typ C. Das LSG gehört zum Naturpark Sauerland-Rothaargebirge.

## Beschreibung
Das LSG besteht aus einer Hauptfläche Fläche um Grevenstein und einer kleineren Fläche am Eimberg. Es geht bis zum Siedlungsrand des Dorfs. Im LSG befinden sich hauptsächlich Grünland und auch einige Ackerflächen.
Von 1994 bis 2020 gehörten die Flächen des LSG zum Landschaftsschutzgebiet Ortsnahe Freiflächen nordwestlich Grevenstein, Landschaftsschutzgebiet Ortsnahe Freiflächen südlich Grevenstein, Landschaftsschutzgebiet Ortsnahe Freiflächen westlich Grevenstein und Teilen vom Landschaftsschutzgebiet Meschede.

## Schutzzweck
Zum Schutzzweck der LSG vom Typ B Ortsrandlagen, Landschaftscharakter im Landschaftsplangebiet Meschede führt der Landschaftsplan auf: „Sicherung der Vielfalt und Eigenart der Landschaft im Nahbereich der Ortslagen sowie in alten landwirtschaftlichen Vorranggebieten insbesondere durch deren Offenhaltung; Erhaltung der Leistungsfähigkeit des Naturhaushalts hinsichtlich seines Artenspektrums und der Nutzungsfähigkeit der Naturgüter (hier: leistungsfähige Böden); Umsetzung der Entwicklungsziele 1.1 und – primär – 1.5 zum Schutz des spezifischen Charakters und der Identität der landschaftlichen Teilräume; entsprechend dem Schutzzweck unter 2.3.1 auch Ergänzung der strenger geschützten Teile dieses Naturraums durch den Schutz ihrer Umgebung vor Eingriffen, die den herausragenden Wert dieser Naturschutzgebiete und Schutzobjekte mindern könnten (Pufferzonenfunktion); Erhaltung der im gesamten Gebiet verstreut anzutreffenden kulturhistorischen Relikte.“

## Rechtliche Vorschriften
Wie in den anderen Landschaftsschutzgebieten im Stadtgebiet besteht im LSG ein Verbot, Bauwerke zu errichten. Vom Verbot ausgenommen sind Bauvorhaben für Gartenbaubetriebe, Land- und Forstwirtschaft. Die Untere Naturschutzbehörde kann Ausnahme-Genehmigungen für Bauten aller Art erteilen. Wie in den anderen Landschaftsschutzgebieten vom Typ B in Meschede besteht im LSG ein Verbot der Erstaufforstung und Weihnachtsbaum-, Schmuckreisig- und Baumschul-Kulturen anzulegen.